# Hieracium flagelliferum
Hieracium flagelliferum é uma espécie de planta com flor pertencente à família Asteraceae. 
A autoridade científica da espécie é Ravaud, tendo sido publicada em Bull. Soc. Dauphin. Échange Pl. 4: 117. 1877.

## Portugal
Trata-se de uma espécie presente no território português, nomeadamente em Portugal Continental.
Em termos de naturalidade é nativa da região atrás indicada.

## Protecção
Não se encontra protegida por legislação portuguesa ou da Comunidade Europeia.